# USS Makassar Strait (CVE-91)
USS Makassar Strait (CVE-91) – amerykański lotniskowiec eskortowy typu Casablanca, który w końcowym okresie II wojny światowej wchodził w skład floty Marynarki Wojennej Stanów Zjednoczonych. Został odznaczony dwiema battle star za udział w wojnie na Pacyfiku. 
Po wojnie brał udział w operacji Magic Carpet.
W kwietniu 1961 roku w czasie holowania do San Clemente Island okręt wszedł na mieliznę w pobliżu San Nicholas Island (Channel Islands). Sprzedany na złom in situ 2 maja 1961 roku. Przynajmniej do 1965 roku okręt nie został zezłomowany i był używany jako okręt-cel.